# Pelican Rapids
Pelican Rapids è una città degli Stati Uniti d'America, situata in Minnesota, nella Contea di Otter Tail.